# C-31 (General Francisco Villa)
C-31 (General Francisco Villa) es una localidad del municipio de Huimanguillo ubicado en la subregión de la Chontalpa del estado mexicano de Tabasco.

## Geografía
La localidad de C-31 (General Francisco Villa) se sitúa en las coordenadas geográficas 17°58′05″N 93°27′15″O / 17.968056, -93.454167, a una elevación de 17 metros sobre el nivel del mar.

## Demografía
Según el Conteo de Población y Vivienda 2020, efectuado por el Instituto Nacional de Estadística y Geografía, la localidad de C-31 (General Francisco Villa) tiene 4,526 habitantes, de los cuales 2,227 son del sexo masculino y 2,299 del sexo femenino. Su tasa de fecundidad es de 2.4 hijos por mujer y tiene 1,202 viviendas particulares habitadas.
| Gráfica de evolución demográfica de C-31 (General Francisco Villa) entre 1980 y 2020 |
|                                                                                      |
| INEGI.                                                                               |